# Boioi
Boioi (altgriechisch Βοιοι) war eine antike Siedlung im Siedlungsgebiet der Encheleer im südlichen Illyrien. Die Forschung konnte sie bisher nicht genau lokalisieren.
Der griechische Geschichtsschreiber Polybios (200–120 v. Chr.) erwähnt in seinen Historien die Stadt Enchelanai im Zusammenhang mit einem Feldzug König Philipps V. von Makedonien im Jahr 217 v. Chr. Demnach eroberte dieser die Städte Boioi, Enchelanai, Sation und Kerax, allesamt am Ohridsee, vom illyrischen König Skerdilaidas.